# Trigonocaryum
- Commons
- Wikispecies

Trigonocaryum é um gênero de plantas pertencente à família Boraginaceae.